# وزير كوراساو المفوض
وزير كوراساو المفوض (بالهولندية: Gevolmachtigd Minister van Curaçao)‏ يمثل الدولة السيادية (بالهولندية: land)‏ لكوراساو في مجلس وزراء مملكة هولندا. والوزير المفوض الحالي لكوراساو هو Marvelyne Wiels. ومقر الوزير المفوض ومجلسه يقع في "Curaçaohuis" (دار كوراساو) في لاهاي (والتي كانت موقع Antillenhuis قبل تفكك جزر الأنتيل الهولندية).

## قائمة وزراء كوراساو المفوضون
الجدول التالي يسرد الوزراء المفوضون لكوراساو الذين كانوا في المنصب عندما أصبحت كوراساو دولة في مملكة هولندا عام 2010:
| الاسم            | الفترة                        | الحزب |
| ---------------- | ----------------------------- | ----- |
| Sheldry Osepa    | 10 أكتوبر 2010—13 فبراير 2013 | MFK   |
| Roderick Pieters | 13 فبراير 2013—7 يونيو 2013   | PS    |
| Marvelyne Wiels  | 7 يونيو 2013—                 | PS    |